# 安居院晃
安居院 晃（あぐい こう）は、日本のライトノベル作家である。

## 概要
2020年の第5回カクヨムWeb小説コンテストでは投稿作『宮廷魔法士です。最近姫様からの視線が気になります。』で異世界ファンタジー部門の特別賞を受賞し、書籍デビューを果たす。
2021年の第6回カクヨムWeb小説コンテストでは『何と言われようとも、僕はただの宮廷司書です。』で異世界ファンタジー部門の特別賞を受賞した。
2022年の第10回オーバーラップ文庫大賞では『禁忌図書館の死神天使』で銀賞を受賞、同作品は『最強守護者と叡智の魔導姫』と改題された上出版された。

## 書籍化作品一覧
- 『宮廷魔法士です。最近姫様からの視線が気になります。』シリーズ（イラスト: 美和野らぐ、富士見ファンタジア文庫〈KADOKAWA〉）[8]
- 『何と言われようとも、僕はただの宮廷司書です。』（イラスト: あんべよしろう、角川スニーカー文庫〈KADOKAWA〉）[9]
- 『第三皇女の万能執事』（イラスト：ゆさの、HJ文庫（ホビージャパン））[10]
- 『最強守護者と叡智の魔導姫』（イラスト：tef、オーバーラップ文庫（オーバーラップ））[7]